# Keith Rivers
Keith Rivers (født 5. maj 1986 i Lake Mary, Florida, USA) er en amerikansk footballspiller, der spiller i NFL som linebacker for Buffalo Bills. Han har spillet i ligaen siden 2008, og har også repræsenteret Cincinnati Bengals og New York Giants.

## Klubber
- Cincinnati Bengals (2008−2011)
- New York Giants (2012−2013)
- Buffalo Bills (2014–)